# Altglienicke
Altglienicke, Berlin-Altglienicke – dzielnica (Ortsteil) Berlina w okręgu administracyjnym Treptow-Köpenick. Od 1 października 1920 w granicach miasta.